# 1592
1592 (MDXCII) fue un año bisiesto comenzado en miércoles del calendario gregoriano y un año bisiesto comenzado en sábado del calendario juliano.

## Acontecimientos
- 30 de enero: en Roma, el cardenal Aldobrandini es elegido papa con el nombre de Clemente VIII.
- 13 de marzo:[1] Fundación del Trinity College (Dublín), la universidad más antigua de Irlanda.
- 23 de mayo:[2] Comienza la Invasión japonesa de Corea (o Guerra Imjin) con el Sitio de Busán.
- 8 de junio:[3] en la India, el Imperio mogol conquista Odisha.
- En agosto, corsarios ingleses capturan la carraca portuguesa Madre de Dios a su regreso de las Indias Orientales.
- 14 de agosto:[4] el explorador inglés John Davis probablemente descubre las Islas Malvinas.
- 23 de agosto:[5] Japón captura Pionyang, la capital coreana.
- 14 de octubre:[3] Cachemira es sometida por el Imperio mogol.
- 3 de noviembre: Fundación de la villa mexicana de San Luis Potosí.
- 17 de noviembre: Segismundo III Vasa (gobernante de Polonia-Lituania) se convierte en rey de Suecia.
- 20 de diciembre: Fundación de la villa cubana de La Habana.

## Arte y literatura
- Teatro isabelino
  - Christopher Marlowe.
    - Doctor Fausto.
    - Eduardo II.

  - William Shakespeare.
    - 3 de marzo: Philip Henslowe presenta en su teatro, The Rose, Enrique VI de Shakespeare.
    - Arden de Faversham (apócrifa).

## Nacimientos
- 5 de enero: Sha Jahan, emperador mogol de la India.
- 20 de marzo: Giovanni da San Giovanni, pintor italiano.
- 28 de marzo: Comenio, filósofo y pedagogo.
- 10 de julio: Pierre d'Hozier, genealogista e historiador francés.
- 28 de noviembre: Hung Taiji, emperador chino.
- 5 de septiembre: Jacopo Vignali, pintor florentino.
- Catalina de Erauso, religiosa española, la "monja alférez".

## Fallecimientos
- 3 de enero: Girolamo Macchietti, pintor italiano.
- 2 de febrero: Ana de Mendoza de la Cerda, princesa de Éboli
- 3 de septiembre: Robert Greene, poeta y dramaturgo inglés.
- 13 de septiembre: Michel de Montaigne, escritor francés.
- 17 de noviembre: Juan III de Suecia, rey sueco.
- 3 de diciembre: Alejandro Farnesio, duque italiano.

## Efemérides
- 12 de octubre: Se cumple un centenario del Descubrimiento de América por Cristóbal Colón.